# إزرائيل ياكوبسون
إزرائيل ياكوبسون (بالألمانية: Israel Jacobson)‏ هو مصرفي وحاخام ألماني، ولد في 1768 في هلبرشتات في ألمانيا، وتوفي في 1828 في برلين في ألمانيا.

## وصلات خارجية
- إزرائيل ياكوبسون على موقع الموسوعة البريطانية (الإنجليزية)